# Monastère de Saint-Vincent de Fora
Le monastère Saint-Vincent hors-les-murs (Igreja de São Vicente da Fora en portugais) est une église et un monastère portugais augustin situé dans la ville de Lisbonne. C'est l'architecte italien Filippo Terzi qui érigea de 1582 à 1627 le monastère actuel.
Son appellation de Fora signifie « hors les murs », car à sa construction le monastère se trouvait à l'extérieur des remparts de la ville. Aujourd'hui il se trouve englobé dans les constructions urbaines. C'est l'un des bâtiments maniéristes les plus importants du pays et aussi le lieu de sépulture de la plupart des rois portugais de la maison de Bragance.

## Histoire du monastère
Le premier monastère Saint-Vincent de Fora est fondé en 1147 par le premier roi portugais Alphonse Ier pour l'ordre de Saint-Augustin. Le monastère construit en style roman en dehors de la ville, était un des plus importants monastères du Portugal médiéval. Il est dévoué à saint Vincent de Saragosse, saint patron de Lisbonne, dont les reliques sont transportées de l'Algarve à Lisbonne au XIIe siècle.
L'édifice actuel est une reconstruction commandée par le roi Philippe II d'Espagne, roi de Portugal à l'époque sous le nom de Philippe Ier après la crise de succession sur le trône de Portugal de 1580. L'église du monastère est érigé entre 1582 et 1627 par l'architecte italien Filippo Terzi et l'architecte espagnol Juan de Herrera, alors que le monastère attenant n'est terminé qu'au XVIIIe siècle. Les plans ont été suivis et modifiés par Leonardo Turriano, Baltazar Álvares, Pedro Nunes Tinoco et João Nunes Tinoco.

## Extérieur

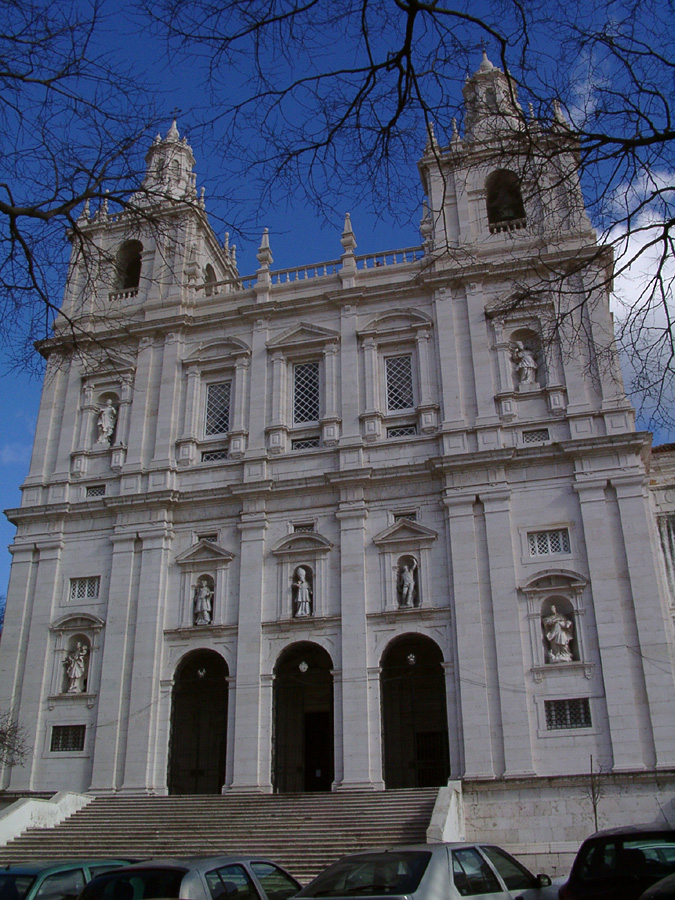

L'église du monastère a une majestueuse façade austère qui suit le style Renaissance connu plus tard sous le nom de maniérisme. La façade, attribuée à Baltazar Álvares, a plusieurs niches avec des statues de saints et est flanquée de deux tours (un modèle qui se généralisera au Portugal). La partie inférieure de la façade a trois arcs qui mènent au narthex. Le plan de l'église révèle un bâtiment en croix latine avec une nef unique avec des chapelles latérales.

## Intérieur
L'intérieur de l'église Saint-Vincent de Fora est remarquable par la rigueur de ses lignes, avec une jolie voûte en berceau et un énorme dôme en son centre. La conception générale de l'intérieur de l'église suit celle de l'église du Gesù à Rome.
Le beau retable principal est une œuvre baroque du XVIIIe siècle due à l'un des meilleurs sculpteurs portugais, Joaquim Machado de Castro. Le retable a la forme d'un baldaquin et est orné d'un grand nombre de statues. L'église possède aussi plusieurs retables dans les chapelles latérales.
Les bâtiments du monastère sont accessibles par un magnifique portail baroque, situé à côté de la façade de l'église. À l'intérieur, l'entrée est décorée de tuiles bleu-blanc du XVIIIe siècle qui racontent l'histoire du monastère, y compris les scènes du siège de Lisbonne en 1147.
Dans la conciergerie du monastère, on trouve un plafond peint en trompe-l'œil exécuté en 1710 par l'Italien Vincenzo Baccarelli, ainsi qu'un grand panneau d'azulejos représentant la prise de Lisbonne sur les Maures où on peut reconnaître le château de Saint-Georges et la Cathédrale Santa Maria Maior.

Au sud de l'église se trouve le cloître aux murs couverts d'azulejos du XVIIIe siècle évoquant les fables du poète français Jean de La Fontaine. Le cloître donne accès à l'ancien réfectoire des moines où se trouve aujourd'hui le panthéon royal de la dynastie des Bragance.

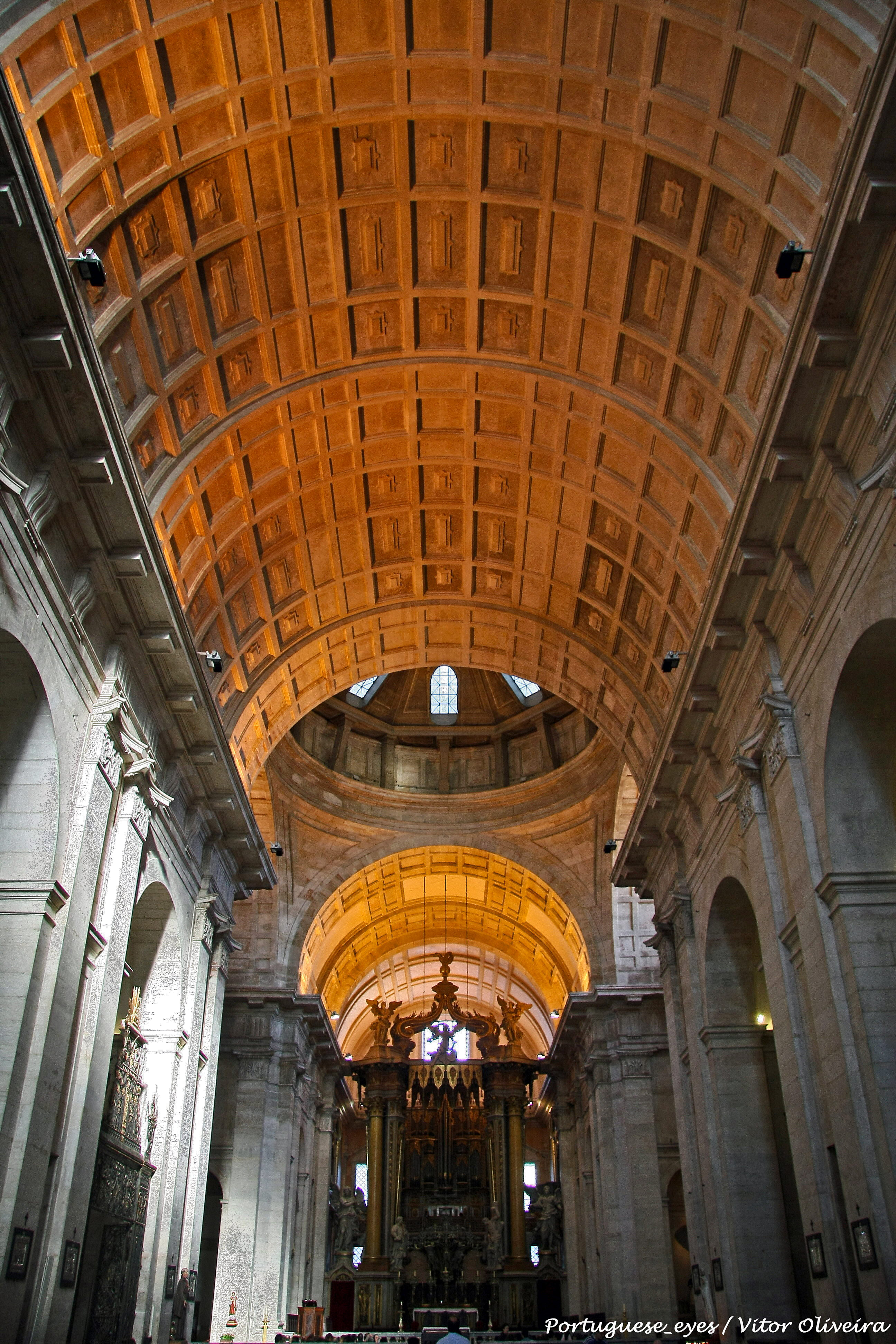
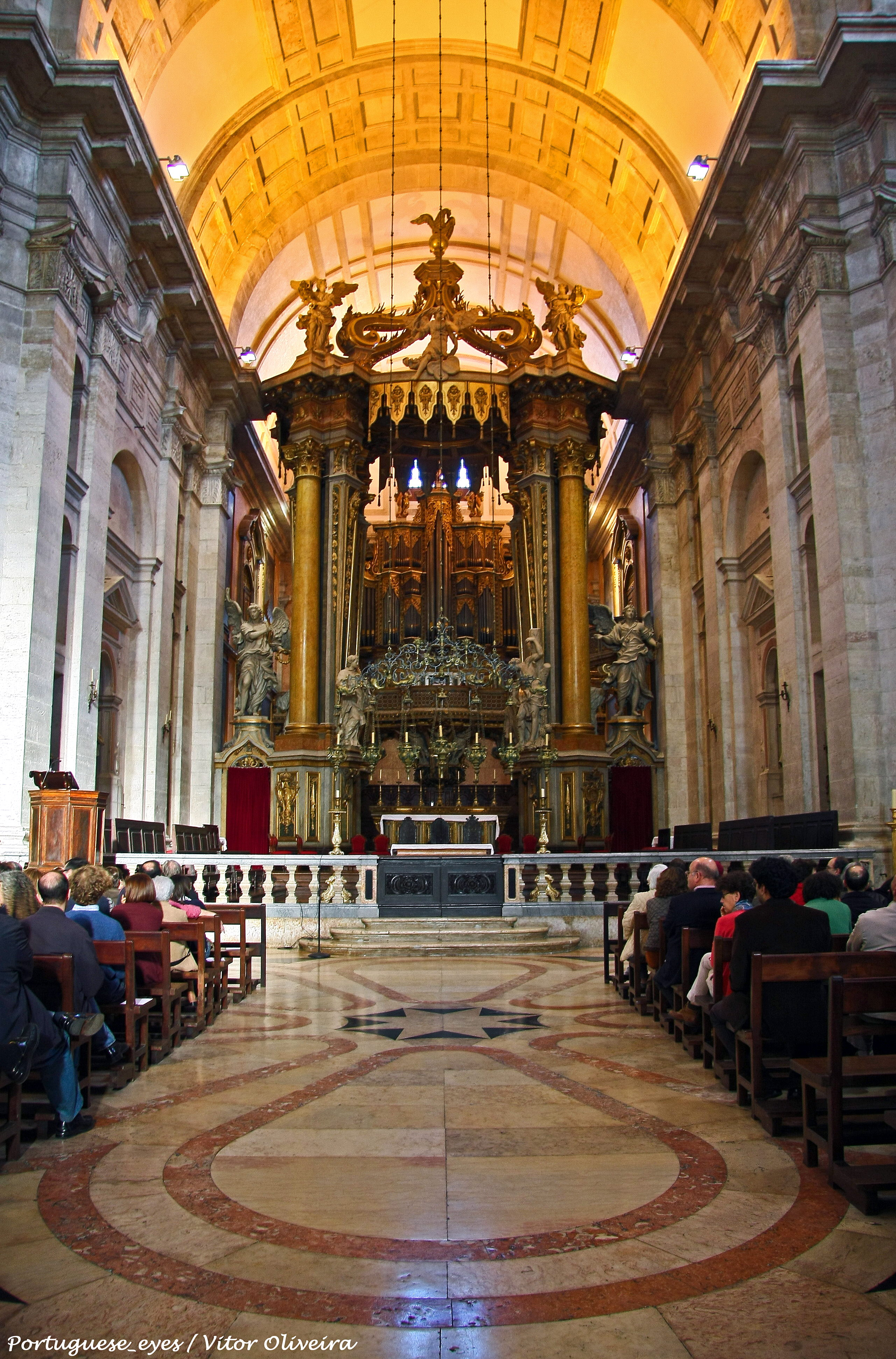
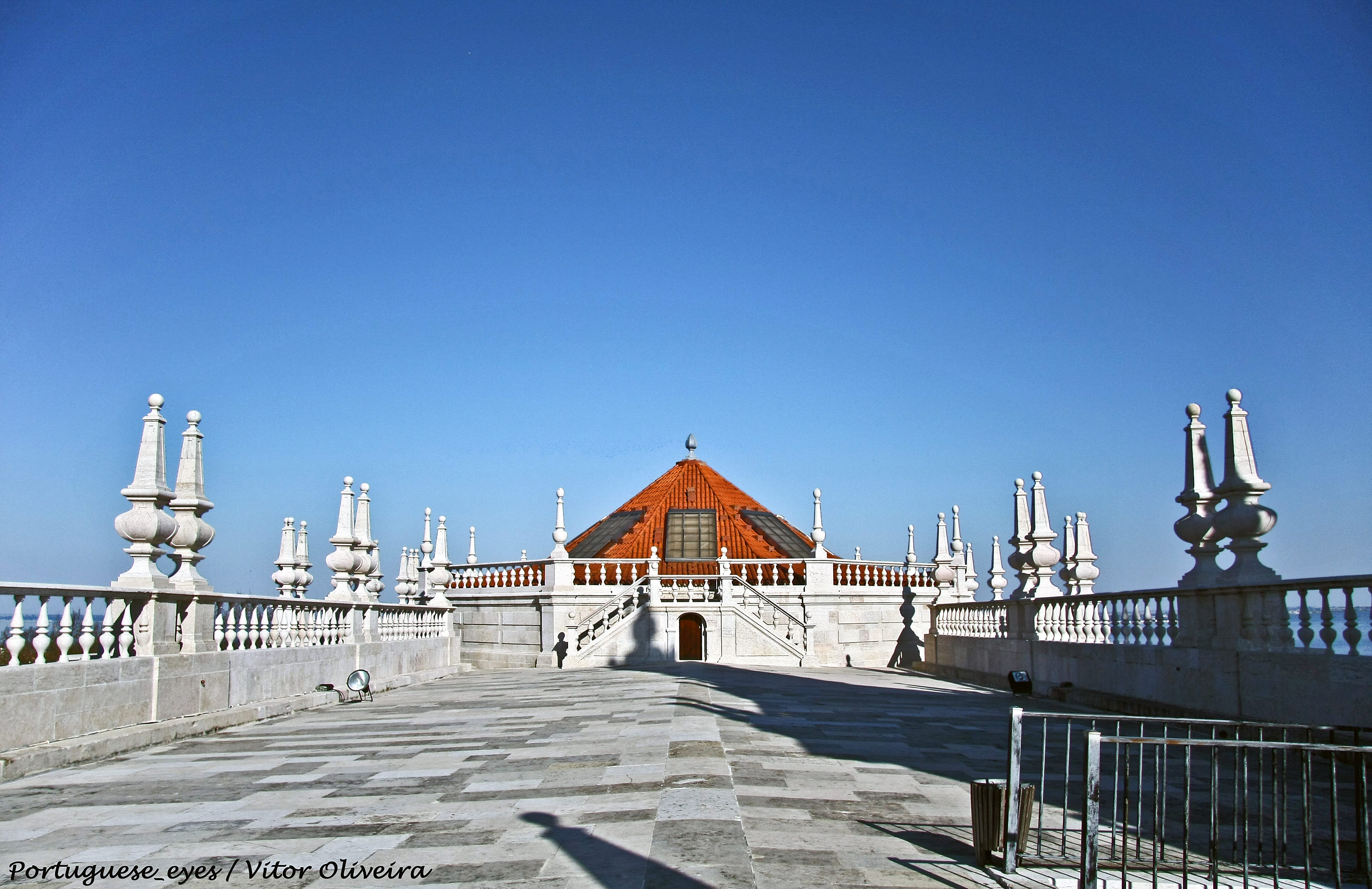
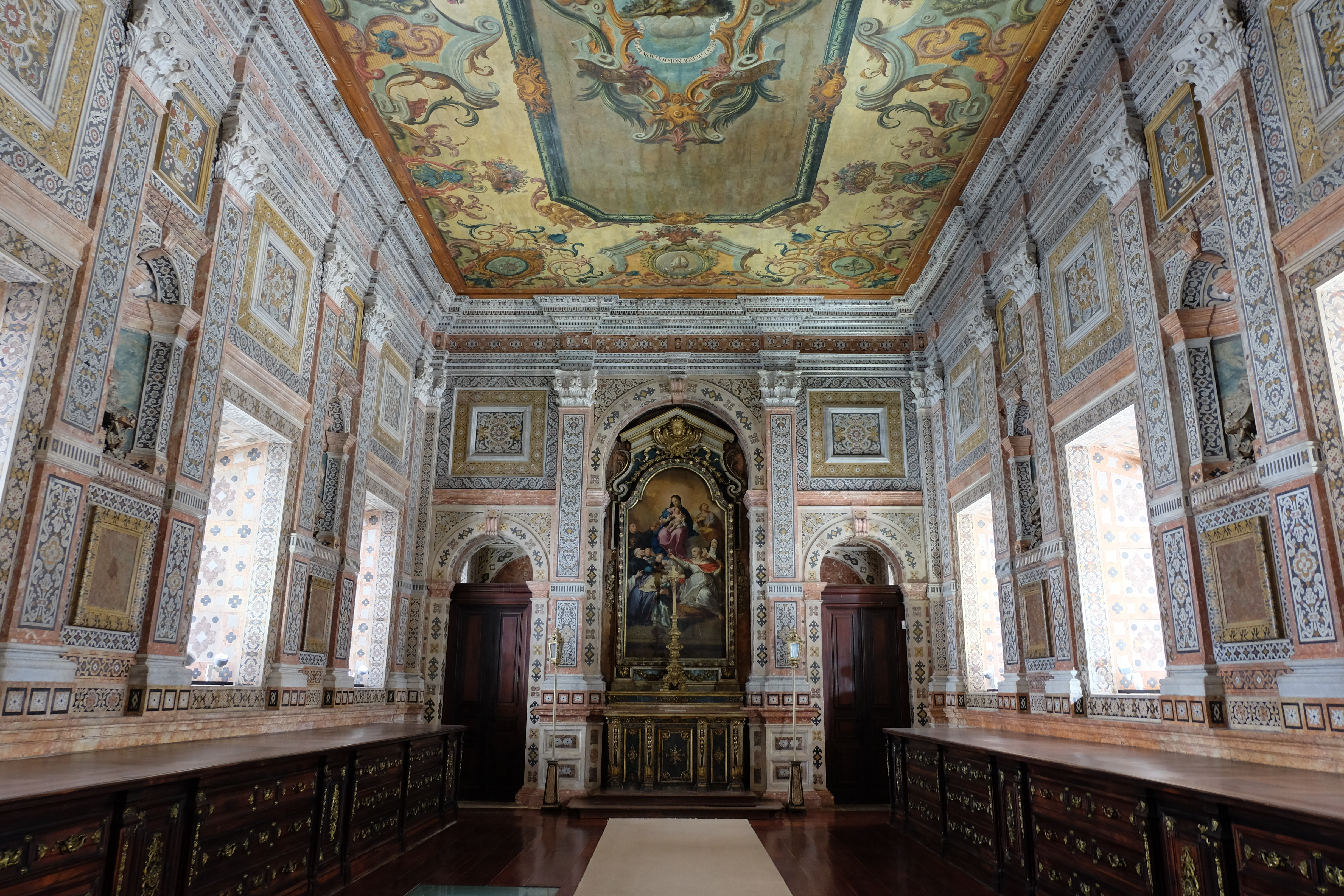
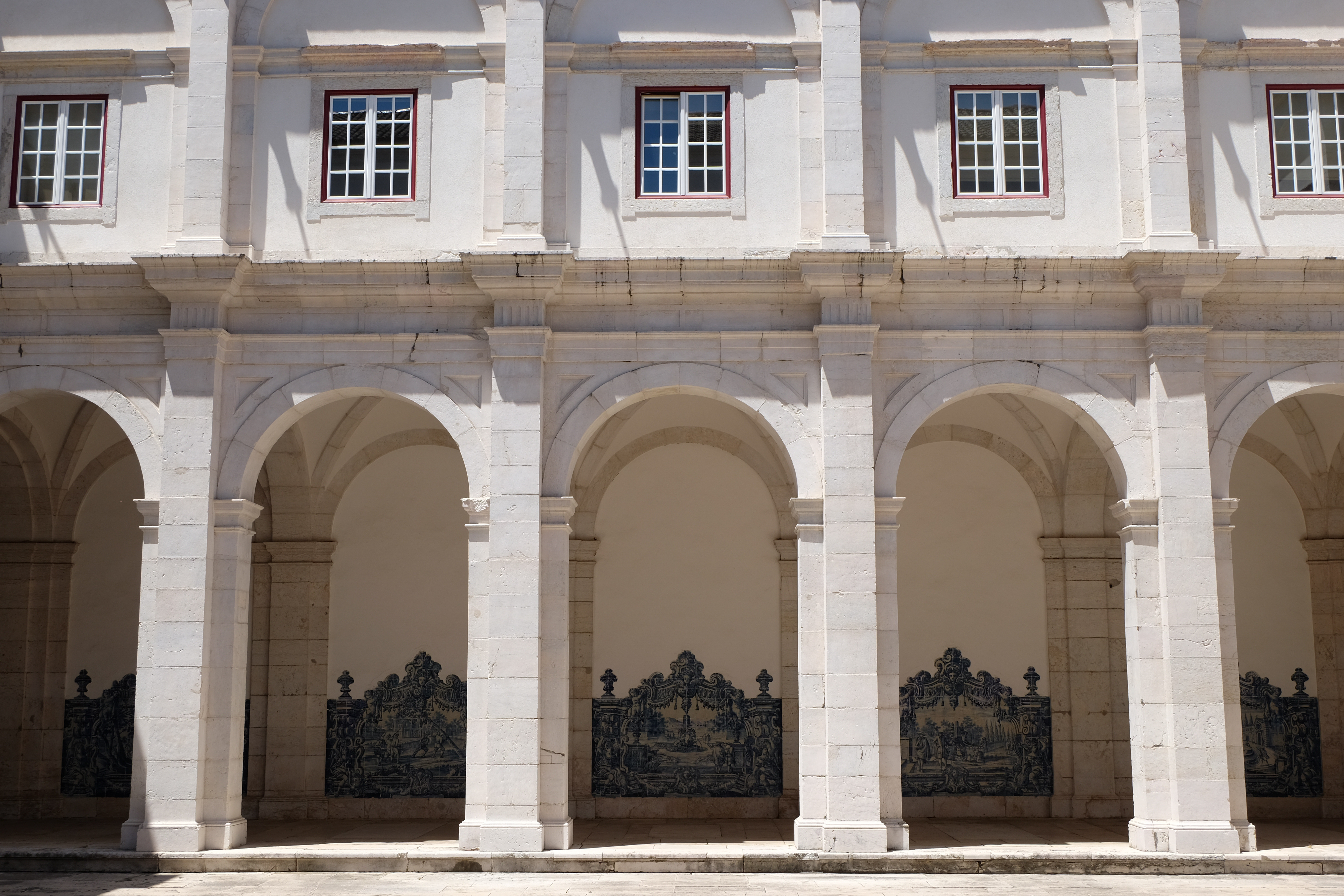
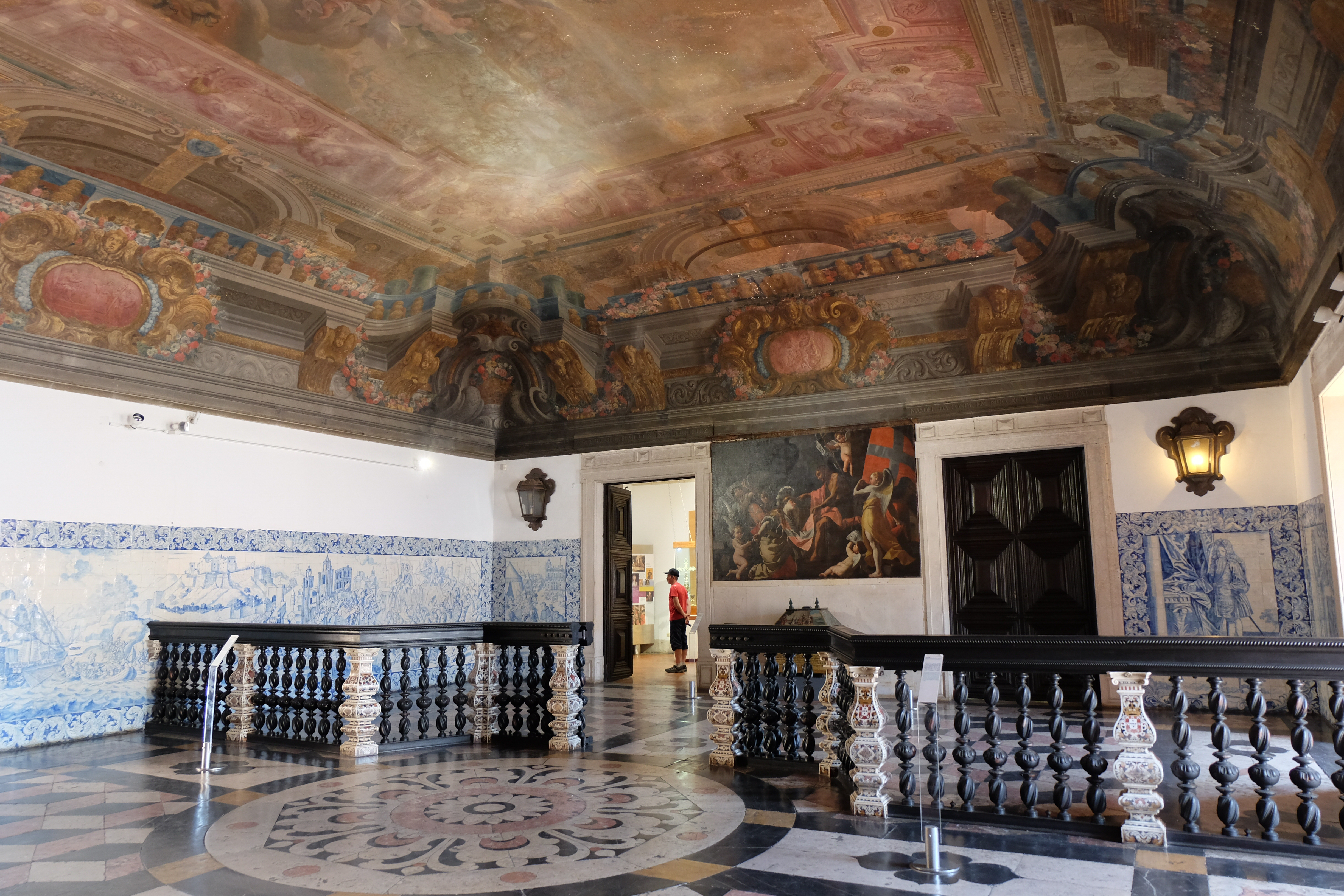